# Шварц, Эрнст (политик)
Эрнст Шварц (28 января 1886, Ландсберг-на-Варте, Бранденбург — 29 мая 1958, Твикенхэм) — немецкий политик коммунистического и ультралевого толка, депутат Рейхстага (1924—1928).

## Биография
После окончания средней школы, сначала в родном городе, а затем в Берлине, Шварц поступил в Гренобльский, Боннский и Берлинский университеты, получив степень доктора наук. Во время Первой мировой войны некоторое время служил солдатом. Он стал участвовать в рабочем движении в Хемнице, после Ноябрьской революции. Он присоединился к СДПГ и был там во время подавления Капповского путча в 1920 году. Радикализовавшись опытом, он перешел в НСДПГ, заняв пост окружного секретаря в Киле. К концу года он был с КПГ.
В начале 1921 года он был окружным секретарем Гессен-Касселя, но ушел в подполье после мартовской акции. Он был арестован в Берлине в конце 1921 года и несколько месяцев находился в заключении в Касселе. К октябрю 1922 года Шварц работал учителем в Берлине и был левым членом партийного руководства округа Берлин-Бранденбург. Когда Рут Фишер и Аркадий Маслоу сформировали левое партийное руководство, он стал полноправным партийным функционером, руководившим партийной организацией в Тюрингии. В мае и снова в декабре 1924 года Шварц был избран депутатом рейхстага от КПГ.
В 1925 году, когда внутренняя борьба КПГ развивалась, Шварц принадлежал к ультралевому крылу. Он начал критиковать Советский Союз как контрреволюционное государство. Пока партия еще находилась под руководством Маслова и Фишера, он отказался от своих партийных обязанностей и к маю 1926 года, когда Эрнст Тельман стал лидером партии, полностью покинул КПГ. Вместе с Карлом Коршем он сформировал группу Entschiedene Linke. Он остался депутатом Рейхстага, несмотря на присоединение к антипарламентской КРПГ.
После потери места в Рейхстаге в 1928 году Шварц вернулся к преподаванию. Вместо того, чтобы занимать какую-либо партийную позицию, он сосредоточился на продвижении немецко-французского взаимопонимания. После прихода к власти нацистов Шварц сначала бежал во Францию, а затем на Кубу, в Мексику и США. В 1944 году он принял гражданство США. За два года до смерти он вернулся в Германию, где жил в Бад-Годесберге.

## Работы
- Немецко-французский обмен студентами (Echange interscolaire), Лангензальца, 1930 г.